# Islote Mar
El islote Mar o islote Pingüino es una pequeña isla situada en la bahía Hughes frente a la costa Danco, en la costa oeste de la península Antártica. Se sitúa a 1,6 kilómetros al noroeste de la punta Cierva (también denominada cabo Primavera o Tisné) y frente a caleta Cierva (o Fontaine).
El nombre apareció por primera vez en las cartas náuticas chilenas de 1947.

## Ecología
El islote está protegido desde 1985 por el Sistema del Tratado Antártico. Fue el Sitio de Especial Interés Científico N.º 15 hasta 2002, y desde entonces es la Zona Antártica Especialmente Protegida N.º 134 "Punta Cierva e islas litorales, costa Danco, península Antártica" bajo propuesta y conservación de Argentina.
La ZAEP también incluye parte de la punta Cierva (de la que toma su nombre), la isla Apéndice (o Rivera), la isla José Hernández (o Bofill), los islotes Musgo (o López) y otros islotes cercanos a la costa, así como el mar intermedio y la zona intermareal en la bahía Hughes; sumando un área total de 59,03 km². Fue designada como tal por el gran valor científico de su biodiversidad inusual, que incluye numerosas especies de plantas, aves e invertebrados. La topografía única, con la abundancia y diversidad de la vegetación, ha creado condiciones favorables para la formación de numerosos microhábitats.
Un sitio de 6540 hectáreas de tierra y mar, que incluye al islote, ha sido identificado como un área importante para la conservación de las aves por BirdLife International. Se superpone parcialmente con la ZAEP.

### Fauna

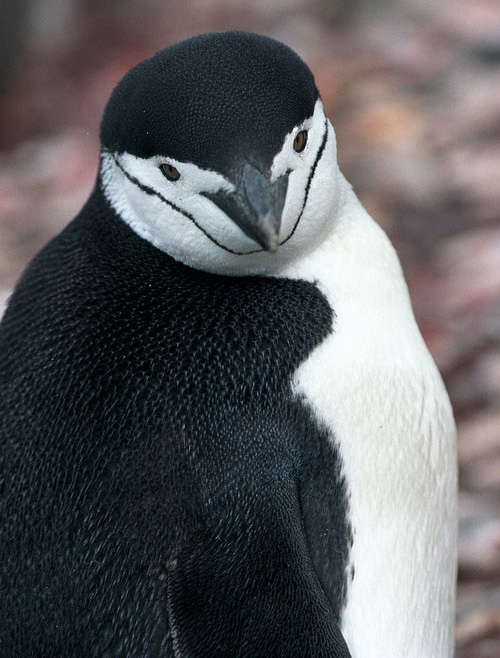
Pingüino barbijo.

Se han registrado 1500 parejas reproductoras de pingüinos barbijo (Pygoscelis antarcticus) y 100 parejas reproductoras de paíños de Wilson (Oceanites oceanicus). También se han estimado menos de 10 parejas reproductoras de cormoranes antárticos (Leucocarbo bransfieldensis) y gaviotas cocineras (Larus dominicanus); y menos de cinco parejas reproductoras de petreles dameros (Daption capense), palomas antárticas (Chionis alba) y págalos antárticos (Stercorarius maccormicki).

### Flora
Las microalgas no marinas son abundantes y con registros poco usuales.

## Reclamaciones territoriales
Argentina incluye al islote en el departamento Antártida Argentina dentro de la provincia de Tierra del Fuego, Antártida e Islas del Atlántico Sur; para Chile forman parte de la comuna Antártica de la provincia Antártica Chilena dentro de la Región de Magallanes y de la Antártica Chilena; y para el Reino Unido integran el Territorio Antártico Británico. Las tres reclamaciones están sujetas a las disposiciones del Tratado Antártico.
Nomenclatura de los países reclamantes: 
- Argentina: islote Mar[7][8]
- Chile: islote Mar[1]
- Reino Unido: ¿?